# Quincy Alexander
Quincy Alexander (* 29. Dezember 1993) ist ein Radrennfahrer aus Trinidad und Tobago.

## Sportliche Laufbahn
2012 errang Alexander bei den Panamerikanischen Radmeisterschaften die Goldmedaille im 1000-Meter-Zeitfahren. Bei den folgenden UCI-Bahn-Weltmeisterschaften 2012 in Melbourne trat er als einziger Sportler seines Landes an, da sich sein auf den Bahn-Kurzzeitdisziplinen erfolgreicher Landsmann Njisane Phillip bei einem Sturz im Keirin-Rennen der Panamerikanischen Radmeisterschaften schwer verletzt hatte. Im 1000-Meter-Zeitfahren belegte Alexander Platz 24. 2011 war Alexander der erste Radsportler seines Landes, der als Junior eine Jahresrangliste der Union Cycliste Internationale (UCI) anführte.
Im Februar 2019 wurde bekannt, dass es wegen der Nicht-Nominierung von Alexander für die kommenden Bahnweltmeisterschaften im polnischen Pruszków zu Auseinandersetzungen gekommen war. Alexanders Vater Nigel hatte den Nationaltrainer Erin Hartwell lautstark beschuldigt, seinen Sohn aus Voreingenommenheit nicht nominiert zu haben, woraufhin er vom Training ausgeschlossen wurde. Quincy Alexander kündigte an, den Radsportverband sowie den Trainer wegen seiner Nicht-Nominierung zu verklagen.

## Erfolge
2012
- Panamerikameister – 1000-Meter-Zeitfahren

2015
- Meister von Trinidad und Tobago – 1000-Meter-Zeitfahren, Teamsprint (mit Jude Codrington und Justin Roberts)

2017
- Panamerikameisterschaft – 1000-Meter-Zeitfahren
- Meister von Trinidad und Tobago – 1000-Meter-Zeitfahren

2019
- Meister von Trinidad und Tobago – Sprint

2023
- Panamerikameisterschaft – Teamsprint (mit Nicholas Paul, Kwesi Browne und Zion Pulido)